# Leyment

Leyment este o comună în departamentul Ain din estul Franței.